# Molenhoek (Mook en Middelaar, Heumen)
Molenhoek (Limburgs: De Meulenhoek) is een Nederlands dorp ten zuiden van de stad Nijmegen. Bijzonder aan dit dorp is dat de provinciegrens tussen Limburg en Gelderland door het dorp loopt: het ligt grotendeels in de gemeente Mook en Middelaar (Limburg) en gedeeltelijk in de gemeente Heumen (Gelderland).
Op 1 januari 2023 woonden er 3.740 mensen in het Limburgse deel.

## Etymologie
Voor Heumen en Malden was dit de (uit-)hoek waar de molen stond. De molen stond op Gelders grondgebied, te Heumen, terwijl de bakker daar tegenover in Limburg was gevestigd. In 1928 brandde de molen echter af.

## Geschiedenis
Molenhoek was lange tijd niet meer dan een buurtschap. In 1883 werd een spoorwegstation geopend, dat echter in 1940 werd gesloten en als Station Mook-Middelaar bekendstond. Het huidige station heet Mook Molenhoek en is van 2009.
In 1907 vestigden de paters Passionisten zich te Molenhoek. In 1910 mocht het spoorwegpersoneel de Mis in de kloosterkapel bijwonen. De andere gelovigen moesten in Heumen of Mook ter kerke. In 1931 werd de Mis van de paters 'beperkt openbaar': Alleen de vroegmis mocht door de Molenhoekse gelovigen worden bijgewoond. In 1934 kwam er een eigen kerk, die echter onderhorig was aan de parochies van Mook en Heumen. In 1958 werd de kerk een rectoraat en in 1981 een zelfstandige parochie. Deze is in de 21e eeuw opgegaan in het parochieel samenwerkingsverband van Ven-Zelderheide, Ottersum, Milsbeek, Middelaar, Mook en Molenhoek (VOMMMM).

## Bezienswaardigheden

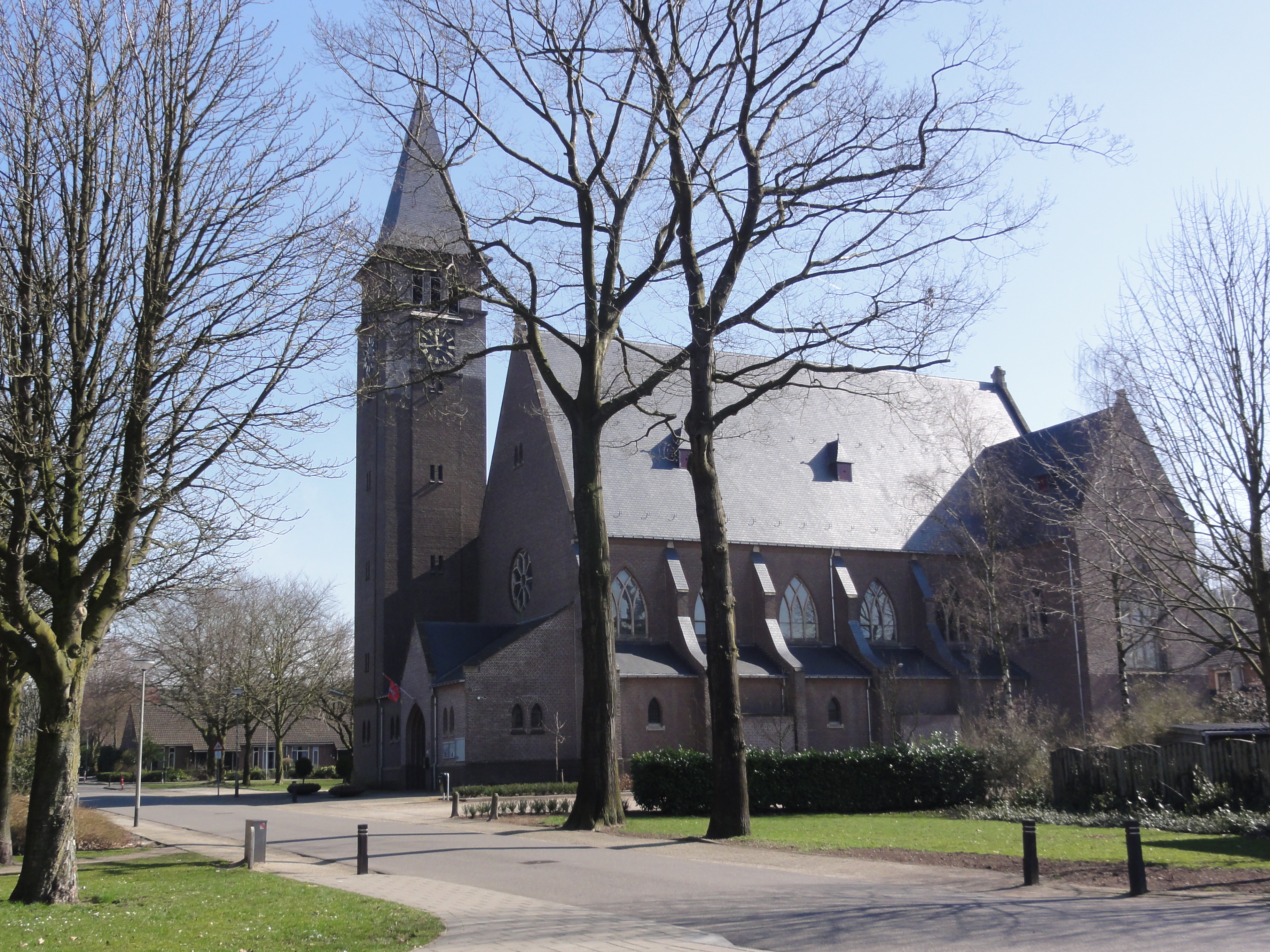
Onze-Lieve-Vrouw van Zeven Smartenkerk

- Tussen 1907 en 1975 stond het klooster Mater Dolorosa van de Passionisten in het dorp. De kloosterkapel is in gebruik als sacristie.
- Jachtslot de Mookerheide ligt bij Molenhoek in de bossen richting Groesbeek, aan Heumensebaan 2. Hier bevond zich het klooster Bethanië.
- De Onze-Lieve-Vrouw van Zeven Smartenkerk, uit 1934.

## Natuur en landschap
Molenhoek is gelegen op de rechteroever van de Maas. Het laaggelegen land vlak langs de Maas heeft een hoogte van ongeveer 9,5 meter. Het dorp ligt op ongeveer 15 meter hoogte en verder naar het oosten liggen stuwwallen tot 60 meter hoogte die aansluiten op het Rijk van Nijmegen. Deze hogere omgeving is begroeid met naaldhout en heide. Hier vinden we het natuurgebied Mookerheide met Mookerschans en Heumense schans, van waaruit een weids uitzicht is over de veel lager gelegen Maas en de gebieden ten westen daarvan.

## Voorzieningen

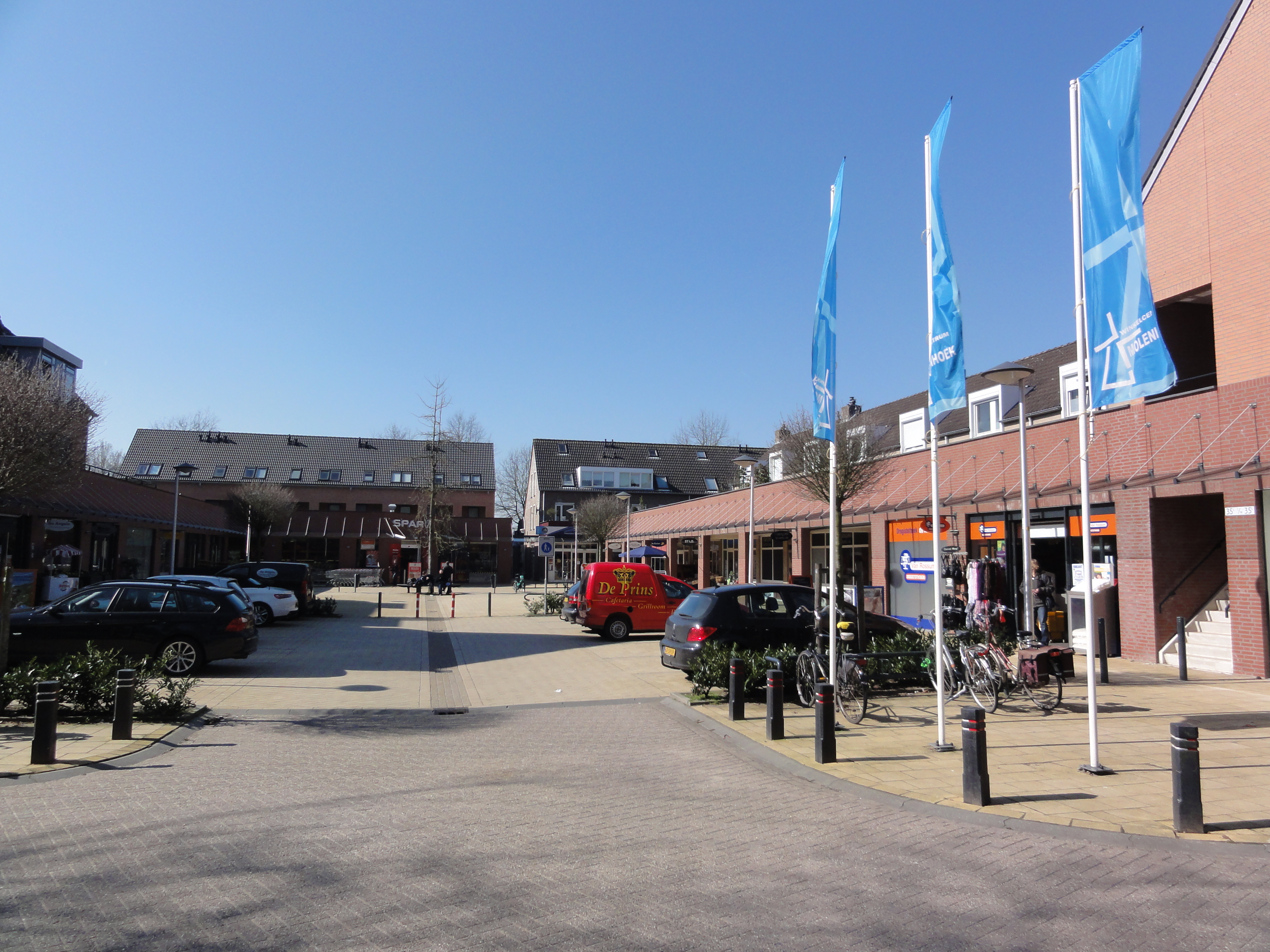
Winkelcentrum Molenhoek

Onder de faciliteiten in Molenhoek bevinden zich een winkelcentrum, een dorpshuis, een jeugdhonk, een golfbaan, tennisbanen, een basisschool (De Grote Lier), station Mook Molenhoek, een vmbo-vestiging van het Kandinsky College (voorheen Mondriaan mavo) en een rooms-katholieke kerk (O.L. Vrouw van Zeven Smarten). Carnaval en de 'Molenhoekdag' (braderie met kleine kermis) worden ieder jaar druk bezocht door de inwoners van Molenhoek. De Nijmeegse Vierdaagse komt meerdere dagen langs Molenhoek en jaarlijks is er een hardloopwedstrijd het Molenhoeks Makkie. Er was voorheen ook een hockeyclub, HV Molenhoek.
Molenhoek is mede bekend door een Van der Valk-vestiging, een van de oudste in Nederland, gestart in 1952. Dit hotel/restaurant draagt ook de naam De Molenhoek. Het voorheen markante witte gebouw is thans grijs geverfd.  Daarnaast genoot het dorp ook enige tijd bekendheid vanwege een tweetal erotiekclubs die zich aan de N271 bevonden, waarvan een net in Mook. Deze bestaan niet meer.

## Trivia
- Behalve het dorp is er in de gemeente Heumen zo'n 10 km verderop westelijk nog een gelijknamige buurtschap Molenhoek.
- Tijdens carnaval heet Molenhoek 'Kuulengat'. Carnaval wordt georganiseerd door carnavalsvereniging 'De Meulenwiekers'.
- Omdat Molenhoek in het meest noordelijk puntje van Limburg ligt wordt het ook wel De poort van Limburg genoemd. In het naastgelegen dorp Mook, bestond jaren een café onder deze naam.

## Bekende personen uit Molenhoek
- Stanislaus van Melis CP (1911-1998), missiebisschop
- Joop Uittenbogaard (1916-2010), kunstschilder
- Oscar Goedhart (1938-2021), beeldhouwer
- Arjen Teeuwissen (1971-2024), dressuurruiter
- Marko Koers (1972), atleet
- Manon Bosch (1990), voetballer

## Nabijgelegen kernen
- Malden
- Heumen
- Mook
- Groesbeek
- Katwijk